# Graßlfing (Gemeinde)
Graßlfing war eine Gemeinde im ehemaligen Landkreis Mallersdorf.
Die Gemeinde bestand aus den Orten Untergraßlfing und Obergraßlfing als Gemeindesitz und hatte eine Fläche von gut 495 Hektar. Bis 1870 war der amtliche Gemeindename „Graßelfing“. Im Zuge der Gebietsreform in Bayern wurde die Gemeinde 1972 aufgelöst und ihre Ortsteile nach Laberweinting eingemeindet.